# استر دین
استر رنی دین (به انگلیسی: Ester Renay Dean) (متولد ۱۵ آوریل ۱۹۸۶) خواننده، ترانه‌سرا، تهیه‌کننده موسیقی است. علت شهرت وی بازی در پویانمایی ریو و خواندن ترانه پایین بینداز که با کریس براون خوانده بود می‌باشد.
وی ترانه‌های زیادی را برای کریستینا آگیلرا, کیتی پری, بیانسه, مری جی. بلایژ, نیکی میناژ, کلی کلارکسون, سی‌یرا, نیکول شرزینگر, آشر, کلی رولند, ریانا, آر. کلی, بریتنی اسپیرز، لیل وین, و به تازگی شکیرا سروده‌است.
در سال ۲۰۱۲ در پویانمایی عصر یخبندان: رانش قاره‌ای نیز به عنوان صداپیشه به ایفای نقش پرداخت.
او در فیلم آوازخوان حرفه‌ای ۳ و 2 و 1 بازی کرده است.